# 가부토촌 (미에현)
가부토촌(加太村)은 미에현 스즈카군에 있던 촌이다. 현재의 가메야마시, 이가시에 해당한다.

## 역사
- 1889년 4월 1일 - 정촌제 시행에 의해 스즈카군 가부토촌이 성립하였다.
- 1955년 4월 17일 - 세키정, 사카노시타촌과 합병해, 새로운 세키정이 성립하여, 동일 가부토촌은 폐지되었다.

## 교통

### 철도
- 일본국유철도
  - 간사이 본선

### 도로
- 국도 제25호선

## 참고문헌
- 角川日本地名大辞典 24 三重県